# Skjaldmö

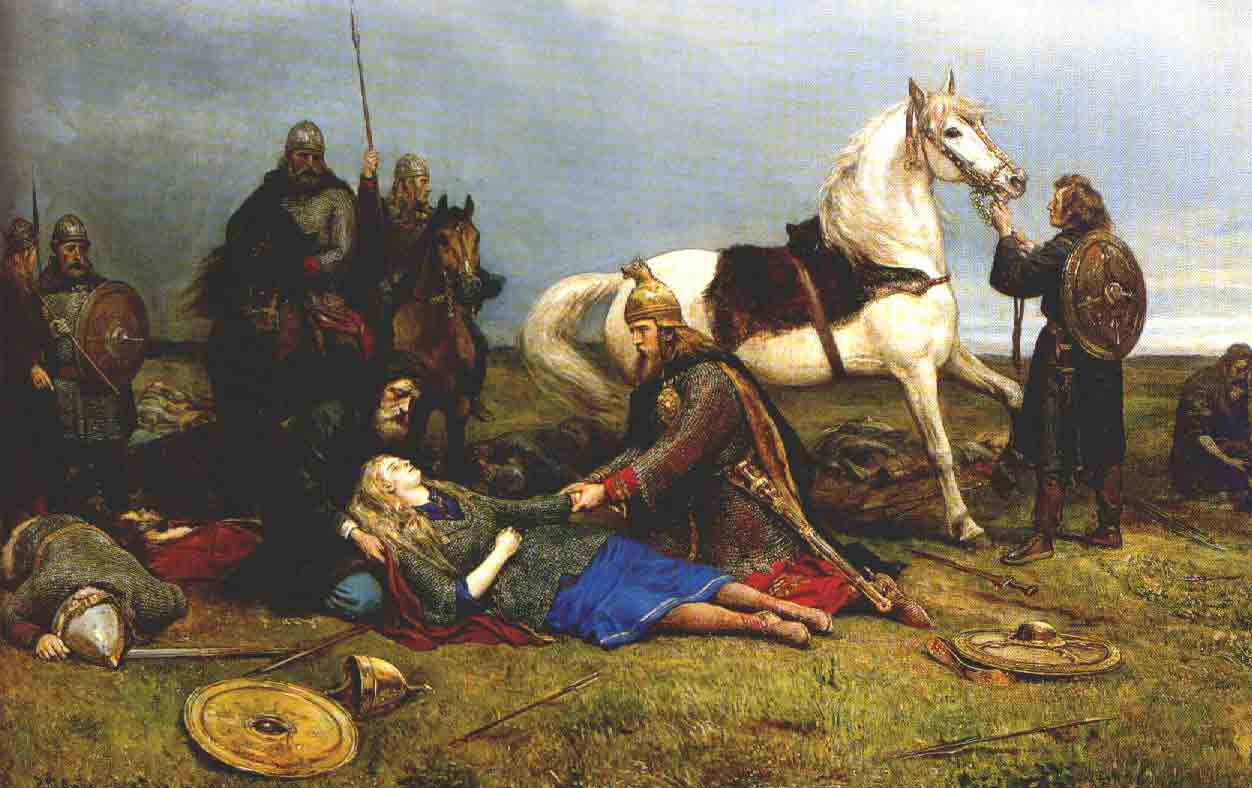
Hervör muriendo tras la batalla con los hunos. Una pintura de Peter Nicolai Arbo.

Una skjaldmö (skjaldmær en islandés, sköldmö en sueco), o doncella escudera, era una mujer guerrera en la mitología nórdica. Son mencionadas con frecuencia en sagas tales como la saga Hervarar y en Gesta Danorum.
De acuerdo a la enciclopedia sueca Nordisk familjebok, las skjaldmö aparecen también en historias de otras naciones germanas: los godos, y las tribus de los cimbrios y marcomanos. Ellas fueron la inspiración para las valquirias y también la inspiración de J. R. R. Tolkien para el personaje Éowyn, llamada «shieldmaiden of Rohan» (expresión en la que shieldmaiden equivale a skjaldmö en inglés).
Ejemplos de nombres de doncellas escuderas mencionadas en sagas nórdicas incluyen a Brynhildr en la saga Volsunga, Hervör en la saga Hervarar, la princesa sueca Thornbjörg en Hrólfs saga Gautrekssonar y Hed, Visna y Veborg en Gesta Danorum. El mismo Saxo Grammaticus las definía así:
«Hubo entre los daneses mujeres que, transformando su belleza en aires varoniles, consagraban casi toda su vida en prácticas guerreras.»
Según Saxo, 300 doncellas escuderas pelearon del lado danés en la batalla de Brávellir. También existe una cita sobre los varegos de la Rus de Kiev y una derrota en el campo de batalla en el año 971 contra las fuerzas de Sviatoslav I de Kiev, donde aparecen mujeres armadas entre los muertos para sorpresa de los vencedores.